# Banco Internacional de Santo Tomé y Príncipe
El Banco Internacional de Santo Tomé y Príncipe o BISTP es el banco comercial más grande y antiguo de Santo Tomé y Príncipe. Se compone de una oficina central y de 14 sucursales.

## Historia

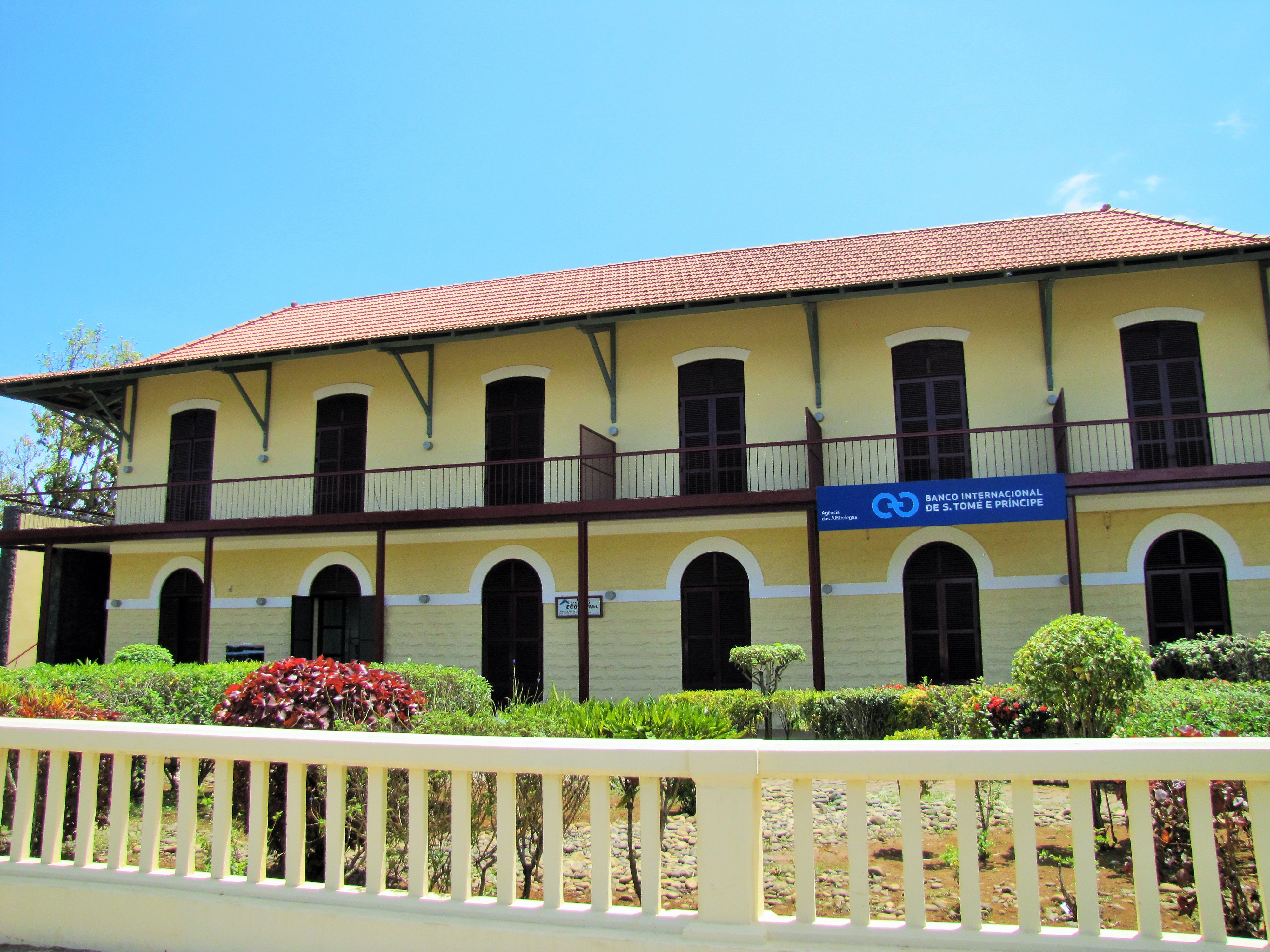
Sede del banco.

El banco se formó cuando el gobierno convirtió el Banco Nacional de Santo Tomé y Príncipe de un banco central, de desarrollo y comercial combinado en un banco central puro, Banco Central de Santo Tomé y Príncipe, el 3 de marzo de 1993. El gobierno se unió a dos bancos portugueses, Banco Nacional Ultramarino y Banco Totta e Açores, para establecer BISTP. El gobierno era dueño del 42% y los dos bancos compartían el 52%. (El gobierno había creado el Banco Nacional de Santo Tomé y Príncipe en 1975 a partir de la sucursal del Banco Nacional Ultramarino. Por lo tanto, el banco puede remontar su historia a la entrada del Banco Nacional Utlramarino en 1868). Caixa Geral de Depósitos, que había adquirido Banco Nacional Ultramarino en 1988, se fusionó con él en 2001. En 2000, Banco Santander adquirió Banco Totta e Açores y dispuso de su participación en BISTP a Caixa Geral de Depósitos, que ahora posee el 52% de BISTP.
Se convirtió en una empresa totalmente privada en 2003. En 2007, tenía tres sucursales, el número se expandió a 14 en 2014 en dos islas. Hasta noviembre de 2007 el BISTP tenía una red de distribución compuesta por 3 agencias: Agencia de la Sede, Agencia del Mercado y Agencia del Príncipe. En 2009, se anunció que los servicios bancarios comenzaron a ofrecerse en línea con el nombre BISTP KWA Non. El 14 de noviembre de 2013 se inauguró la Agencia del Hospital Central, después de la firma de un protocolo de colaboración entre el BISTP y el Hospital Dr. Ayres Menezes, cuyo principal objetivo es suplir las necesidades de los funcionarios y pacientes y familiares de este hospital.